# Sulle Tracce di Marco Polo
Sulle Tracce di Marco Polo (in tedesco: Auf den Spuren von Marco Polo, in inglese: The Voyages of Marco Polo) è un gioco da tavolo in stile tedesco degli autori italiani Daniele Tascini e Simone Luciani, pubblicato nel 2015 da Hans im Glück in Germania e da Giochi Uniti in Italia.
Nel 2015 il gioco ha ricevuto numerosi riconoscimenti: ha vinto il premio Deutscher Spiele Preis, è stato incluso nell'elenco dei giochi raccomandati per il Kennerspiel des Jahres e ha vinto l'International Gamers Award (Multiplayer Award), mentre nel 2016 ha vinto il premio Nederlandse Spellenprijs (nella categoria giochi per esperti).

## Ambientazione
Il gioco si basa sugli storici viaggi di Marco Polo in Cina. Nel ruolo di diversi personaggi, e ciascuno con diverse caratteristiche, i giocatori seguono le tracce di Marco Polo nei suoi viaggi da Venezia a Pechino e utilizzano le loro abilità per commerciare e per aumentare la loro ricchezza.
La partita si svolge in cinque round, in cui i giocatori utilizzano i valori dei dadi a loro disposizione per ottenere il massimo numero di punti vittoria entro la fine della partita.

## Materiali
- un tabellone di gioco (che rappresenta parte dell'Europa e tutta l'Asia, da Venezia a Pechino);
- 10 carte personaggio;
- un segnalino giocatore iniziale a forma di clessidra;
- 4 schede giocatore;
- 12 pedine di legno (3 ciascuno nei colori dei giocatori: blu, giallo, verde e rosso);
- 26 dadi (5 ciascuno nei colori dei giocatori: blu, giallo, verde e rosso, 5 neri e 1 bianco);
- 6 gettoni bonus città;
- 10 bonus commercio;
- 40 monete (20 da 1, 10 da 5, 10 da 10);
- 44 contratti;
- 4 tessere punti da 50/100;
- 18 carte destinazione;
- 31 carte città;
- 15 lingotti d'oro (12 piccoli e 3 grandi);
- 15 mazzi di seta (12 piccoli e 3 grandi);
- 16 sacchi di pepe (12 piccoli e 4 grandi);
- 27 cammelli (20 piccoli e 7 grandi);
- 38 avamposti commerciali (9 ciascuna nei colori dei giocatori: blu, giallo, verde, rosso e 2 neri);
- 5 carte riassuntive;

## Il gioco
Una partita dura cinque round, in cui i giocatori svolgono azioni piazzando i propri dadi sui diversi spazi azione presenti sul tabellone.
Devono cercare di ottenere il maggior numero possibile di punti eseguendo azioni: devono commerciare, guadagnare denaro e raggiungere i loro obiettivi visitando le città sulla mappa per ottenere ulteriori vantaggi.
All'inizio di ogni turno tutti i giocatori tirano i loro dadi e svolgono le varie azioni piazzando i dadi sui vari spazi azione: sono possibili 6 azioni; per ogni azione, si deve sempre mettere tanti dadi su uno spazio azione quanti sono mostrati sullo stesso. Se uno spazio azione è già occupato si deve pagare per poter utilizzare comunque l'azione associata.

### I personaggi
Ciascun giocatore all'inizio della partita riceve casualmente (o sceglie, nelle partite avanzate) un personaggio, tra gli otto disponibili, che terrà per tutta la partita e che gli dà alcuni privilegi o abilità diverse da quelle di tutti gli altri.
Corrispondono a vari personaggi che hanno accompagnato Marco Polo nelle sue imprese:
- Raschid ad-Din Sinan: Il giocatore con questo personaggio non lancia i dadi, ma può scegliere il loro valore prima di piazzarli;
- Matteo Polo: Chi ha questo personaggio ottiene un dado in più;
- Berke Khan: Chi ha questo personaggio non paga nulla per usare uno spazio azione già occupato;
- Johannes Caprini: Chi ha questo personaggio può "saltare" da un'oasi all'altra sulla mappa;
- Niccolò & Marco Polo: Chi ha questo personaggio, prende una seconda pedina, che parte da Venezia;
- Kubilai Khan: Chi ha questo personaggio inizia la partita da Pechino e non da Venezia;
- Wilhelm von Rubruk: Chi ha questo personaggio inizia con 2 ulteriori avamposti commerciali da piazzare e ha delle facilitazioni nel piazzamento degli stessi sulle città che attraversa;
- Mercator ex Tabriz: Chi ha questo personaggio ottiene delle risorse ogni volta che ogni altro giocatore utilizza gli spazi azione che danno risorse.

## Espansioni e nuove versioni
A causa del buon successo di critica e di vendite l'editore Hans im Gluck ha pubblicato nel 2017 un'espansione del gioco dal titolo Auf den Spuren von Marco Polo: Die Gefährten des Marco Polo (in inglese The Voyages of Marco Polo: Agents of Venice) e nel 2019 una versione aggiornata e ampliata del gioco dal titolo Marco Polo II: Agli Ordini del Khan (in tedesco Marco Polo II: Im Auftrag des Khan e in inglese Marco Polo II: In the Service of the Khan), che si basa sulle stesse meccaniche del gioco-base, pubblicata in Italia sempre da Giochi Uniti.

## Premi e riconoscimenti
Il gioco ha vinto i seguenti premi e avuto i seguenti riconoscimenti:
Nel 2012 il prototipo del gioco (con il nome di Marco Polo) ha partecipato e vinto l'edizione 2012 del Premio Archimede, organizzato a Venezia ogni due anni da Studiogiochi: premio rivolto ai giochi da tavolo inediti.
- 2015
  - Deutscher Spiele Preis: gioco vincitore[2][3];
  - Kennerspiel des Jahres: gioco raccomandato[4][5];
  - International Gamers Award: gioco vincitore (categoria Multiplayer Award);
  - Golden Geek: gioco nominato come Board Game of the Year;
  - Meeples' Choice: vincitore;
- 2016
  - Nederlandse Spellenprijs: gioco vincitore (categoria Giochi per esperti);
  - Premio Scelto dai Goblin: gioco vincitore[12];
  - Juego del Año: gioco raccomandato[13].

## Campionato italiano di Marco Polo
Dal 2017 si svolge la finale nazionale organizzata dalla  Board Italian Gamers, su boarditaliangamers.it. Di seguito l'elenco delle edizioni con i relativi vincitori.
| Edizione | Anno | Sede della finale | Manifestazione | Campione d'Italia   | Secondo classificato | Terzo classificato | Quarto classificato |
| -------- | ---- | ----------------- | -------------- | ------------------- | -------------------- | ------------------ | ------------------- |
| I        | 2017 | -                 | -              | Filippo Bortolotto  | Stefano Marchetto    | Alessio Bicego     | Cristiano Radaelli  |
| II       | 2018 | -                 | -              | Cristiano Radaelli  | Alessandro Giuliani  | Stefano Marchetto  | Filippo Bortolotto  |
| III      | 2019 | -                 | -              | Alessandro Giuliani | Alessio Bicego       | Filippo Bortolotto | Stefano Marchetto   |
| IV       | 2022 | Torino            | ToPlay         | Andrea Nuovo        | Alessandro Giuliani  | Gabriele Timolati  | Alessandro Calamida |